# Will Keen
William „Will“ Walter Maurice Keen (* 4. März 1970 Oxford, Oxfordshire, England) ist ein britischer Schauspieler.

## Leben
Keen wurde am 4. März 1970 als Sohn von Charles William Lyle Keen und Lady Priscilla Mary Rose Curzon, Tochter des Edward Curzon, 6th Earl Howe, in Oxford geboren. Die Autorin Laura Beatty (* 1963) und Dichterin Alice Oswald (* 1966) sind seine Schwestern. Der Schauspieler Jake Weber ist ein Cousin. Er ist Absolvent des Eton College und studierte anschließend englische Literatur an der University of Oxford.
Seit dem 10. August 2002 ist er mit der Schauspielerin María Fernández Ache verheiratet. Ihre gemeinsame Tochter Dafne Keen (* 2005) ist ebenfalls Schauspielern und wurde bekannt durch ihre Rolle als Laura „X-23“ in Logan – The Wolverine und Deadpool & Wolverine.
Keen debütierte 1993 in einer Episode der Fernsehserie Undercover! – Ermittler zwischen den Fronten als Fernsehschauspieler. 2006 spielte er in der Komödie Love and Other Disasters die Rolle des David Williams. Von 2016 bis 2017 verkörperte er die Rolle des Michael Adeane in 15 Episoden der Fernsehserie The Crown. 2018 stellte er in zwei Episoden der Fernsehserie Genius die Rolle des Paul Rosenberg dar. Von 2020 bis 2021 spielte er die Rolle des Albert James in neun Episoden der Fernsehserie Alles, was die Zeit vergisst.
Seit 2015 stellt er in unregelmäßigen Abständen die Rolle des Erzbischofs Thomas Cranmer in der Fernsehserie Wölfe dar. Seit 2024 ist er in der Fernsehserie Der Herr der Ringe: Die Ringe der Macht als Lord Belzagar, einem Adligen auf der Insel Numénor, zu sehen.

## Filmografie (Auswahl)
- 1993: Undercover! – Ermittler zwischen den Fronten (Between the Lines, Fernsehserie, Episode 2x10)
- 1994: Alleyn Mysteries (Fernsehserie, Episode 2x03)
- 1994: Martin Chuzzlewit (Miniserie, Episode 1x02)
- 1996: National Achievement Day (Kurzfilm)
- 1996; 1997: The Bill (Fernsehserie, 2 Episoden, verschiedene Rollen)
- 2000: Die neun Leben des Tomas Katz (The Nine Lives of Tomas Katz)
- 2000: Monsignor Renard (Miniserie, Episode 1x03)
- 2004: Murphy’s Law (Fernsehserie, Episode 2x05)
- 2004: When I'm 64 – Späte Liebe (Fernsehfilm)
- 2005: Inspector Barnaby (Fernsehserie, Episode 8x05)
- 2005: Holby City (Fernsehserie, Episode 7x34)
- 2005: Elisabeth I. (Miniserie, 2 Episoden)
- 2006: The Impressionists (Miniserie, 3 Episoden)
- 2006: Love (And Other Disasters)
- 2008: The Color of Magic – Die Reise des Zauberers (The Colour of Magic, Fernsehzweiteiler)
- 2008: Casualty 1907 (Miniserie, 4 Episoden)
- 2008: New Tricks – Die Krimispezialisten (New Tricks, Fernsehserie, Episode 5x08)
- 2010–2015: Foyle’s War (Fernsehserie, 2 Episoden)
- 2011: The Man Who Crossed Hitler (Fernsehfilm)
- 2011: Garrow’s Law (Fernsehserie, Episode 3x03)
- 2011–2012: Silk – Roben aus Seide (Silk, Fernsehserie, 3 Episoden)
- 2012: Titanic (Miniserie, 4 Episoden)
- 2012: Love Song
- 2014: Sherlock (Fernsehserie, Episode 3x02)
- 2014: Ghosts
- 2014–2015: The Refugees (Fernsehserie, 7 Episoden)
- 2015: Die Musketiere (The Musketeers, Fernsehserie, 4 Episoden)
- 2015: The Scandalous Lady W (Fernsehfilm)
- 2015: Victor Frankenstein – Genie und Wahnsinn (Victor Frankenstein)
- seit 2015: Wölfe (Wolf Hall, Fernsehserie)
- 2016: The Complete Walk: Julius Caesar (Kurzfilm)
- 2016–2017: The Crown (Fernsehserie, 15 Episoden)
- 2018: The Man Who Killed Don Quixote
- 2018: Genius (Fernsehserie, 2 Episoden)
- 2018: Shakespeare's Globe Theatre: The Winter's Tale (The Winter’s Tale Live from Shakespeare’s Globe)
- 2018–2019: Watergate (Fernsehserie)
- 2019: Deep State (Fernsehserie, 2 Episoden)
- 2019–2022: His Dark Materials (Fernsehserie, 16 Episoden)
- 2020–2021: Alles, was die Zeit vergisst (Dime quién soy, Fernsehserie, 9 Episoden)
- 2021: The Pursuit of Love (Miniserie, 2 Episoden)
- 2021: Ridley Road (Fernsehserie, 4 Episoden)
- 2021: Temple (Fernsehserie, 2 Episoden)
- 2021: Die Täuschung (Operation Mincemeat)
- 2022: The Man from Rome – Der Vatikan Code (The Man from Rome)
- 2023: Consecration
- 2023: The Gold (Fernsehserie, Episode 1x04)
- 2023: Viento Sur
- 2023: Dead Shot
- 2024: My Lady Jane (Fernsehserie, 4 Episoden)
- seit 2024: Der Herr der Ringe: Die Ringe der Macht (Fernsehserie)
- 2025: Sandman (The Sandman, Fernsehserie, Episode 2x11)